# Kareli
Kareli – miasto w Gruzji, w regionie Wewnętrzna Kartlia. W 2014 roku liczyło 6654 mieszkańców.